# Factory Girl (chanson des Rolling Stones)
Pistes de Beggars Banquet
Stray Cat Blues
(8) Salt of the Earth
(10)
Factory Girl est une chanson du groupe de rock britannique The Rolling Stones, parue le 6 décembre 1968 sur l'album Beggars Banquet.

## Inspiration et composition
Écrite par Mick Jagger et Keith Richards, Factory Girl ressemble beaucoup à un air folklorique des Appalaches, notamment en raison de son arrangement minimaliste. Les paroles sont un excellent exemple de Jagger jouant un personnage, comme il le fait dans ses paroles. Mick chante du point de vue d'un homme qui attend que sa petite amie - démunie et débraillée - quitte le travail à l'usine. C'est un contraste frappant avec la réalité de Jagger, qui est une rockstar glamour qui sortait souvent avec des mannequins.
En 2003, Charlie Watts déclare : « Sur Factory Girl, je faisais quelque chose qu'on est pas censé faire, c'est-à-dire jouer du tabla avec des baguettes au lieu d'en jouer à mains nues, ce qu'il faut faire avec cet instrument indien, bien que ce soit une technique extrêmement difficile et douloureuse si on est pas habitué. »
La même année, Richards déclare à propos de la chanson : « Pour moi, Factory Girl ressemble à Molly Malone, une gigue irlandaise, un de ces vieux trucs celtiques qui surgissent de temps en temps, ou une chanson des Appalaches. À cette époque, j'entrais juste en studio pour jouer, assis dans la salle. Si Mick avait été intéressé, j'aurai continuer à travailler dessus, s'il ne l'était pas, j'aurai dit que j'allais travailler dessus et peut-être lui montrer plus tard. »
Jagger réplique en disant que : « les chansons country, comme Factory Girl ou Dear Doctor sur Beggars Banquet, étaient vraiment du pastiche. Il y a de toute façon un sens de l'humour dans la musique country, une façon de voir la vie avec humour - et je pense qu'on reconnait cet élément musical. Les chansons de country qu'on a enregistrées plus tard, comme Dead Flowers sur Sticky Fingers ou Far Away Eyes sur Some Girls, seront légèrement différentes. La musique d'aujourd'hui est jouée complètement fidèlement, mais ce n'est pas mon cas, car je pense être chanteur de blues et non chanteur de country. »

## Enregistrement
La chanson met en vedette Mick Jagger au chant, Keith Richards à la guitare acoustique, Rocky Dijon aux congas, Ric Grech au violon, Dave Mason à la mandoline, et Charlie Watts au tabla. Elle est enregistrée aux studios Olympic, à Londres en mai 1968.

## En concert
La chanson fait ses débuts en concert lors de la tournée Steel Wheels / Urban Jungle de 1990, 22 ans après sa sortie. Un enregistrement live issue de la tournée Steel Wheels / Urban Jungle est incluse sur l'album live Flashpoint (1991).
La chanson a également été jouée lors de la tournée Bridges to Babylon en 1997. Ils l'ont également jouée à Los Angeles, en Californie, le 3 mai 2013, lors de la tournée 50 and Counting. Une version de la chanson avec des paroles modifiées intitulée Glastonbury Girl a été interprétée au Glastonbury Festival le 29 juin 2013.

## Personnel
Crédits :
- Mick Jagger — chant
- Keith Richards — guitare acoustique
- Bill Wyman — basse
- Charlie Watts — tabla
- Rocky Dijon — congas
- Ric Grech — violon
- Dave Mason — mandoline